# Arrondissement Saint-Jean-d’Angély
Das Arrondissement Saint-Jean-d’Angély ist eine Verwaltungseinheit des Départements Charente-Maritime in der französischen Region Nouvelle-Aquitaine. Unterpräfektur ist Saint-Jean-d’Angély.
Im Arrondissement liegen drei Wahlkreise (Kantone) und 109 Gemeinden.

## Wahlkreise
- Kanton Chaniers (mit 9 von 26 Gemeinden)
- Kanton Matha
- Kanton Saint-Jean-d’Angély (mit 39 von 40 Gemeinden)

## Gemeinden
Die Gemeinden des Arrondissements Saint-Jean-d’Angély sind:
| 1. Annepont (17011)                  | 2. Annezay (17012)                  | 3. Antezant-la-Chapelle (17013)           | 4. Archingeay (17017)                |
| 5. Asnières-la-Giraud (17022)        | 6. Aujac (17023)                    | 7. Aulnay (17024)                         | 8. Aumagne (17025)                   |
| 9. Authon-Ébéon (17026)              | 10. Bagnizeau (17029)               | 11. Ballans (17031)                       | 12. Bazauges (17035)                 |
| 13. Beauvais-sur-Matha (17037)       | 14. Bercloux (17042)                | 15. Bernay-Saint-Martin (17043)           | 16. Bignay (17046)                   |
| 17. Blanzac-lès-Matha (17048)        | 18. Blanzay-sur-Boutonne (17049)    | 19. Bords (17053)                         | 20. Bresdon (17062)                  |
| 21. Brie-sous-Matha (17067)          | 22. Brizambourg (17070)             | 23. Champdolent (17085)                   | 24. Chantemerle-sur-la-Soie (17087)  |
| 25. Cherbonnières (17101)            | 26. Chives (17105)                  | 27. Coivert (17114)                       | 28. Contré (17117)                   |
| 29. Courant (17124)                  | 30. Courcelles (17125)              | 31. Courcerac (17126)                     | 32. Cressé (17135)                   |
| 33. Dampierre-sur-Boutonne (17138)   | 34. Dœuil-sur-le-Mignon (17139)     | 35. Essouvert (17277)                     | 36. Fenioux (17157)                  |
| 37. Fontaine-Chalendray (17162)      | 38. Fontenet (17165)                | 39. Gibourne (17176)                      | 40. Gourvillette (17180)             |
| 41. Grandjean (17181)                | 42. Haimps (17188)                  | 43. Juicq (17198)                         | 44. La Brousse (17071)               |
| 45. La Croix-Comtesse (17137)        | 46. La Jarrie-Audouin (17195)       | 47. La Vergne (17465)                     | 48. La Villedieu (17471)             |
| 49. Landes (17202)                   | 50. Le Gicq (17177)                 | 51. Le Mung (17252)                       | 52. Les Éduts (17149)                |
| 53. Les Églises-d’Argenteuil (17150) | 54. Les Nouillers (17266)           | 55. Les Touches-de-Périgny (17451)        | 56. Loiré-sur-Nie (17206)            |
| 57. Loulay (17211)                   | 58. Louzignac (17212)               | 59. Lozay (17213)                         | 60. Macqueville (17217)              |
| 61. Massac (17223)                   | 62. Matha (17224)                   | 63. Mazeray (17226)                       | 64. Migré (17234)                    |
| 65. Mons (17239)                     | 66. Nachamps (17254)                | 67. Nantillé (17256)                      | 68. Néré (17257)                     |
| 69. Neuvicq-le-Château (17261)       | 70. Paillé (17271)                  | 71. Poursay-Garnaud (17288)               | 72. Prignac (17290)                  |
| 73. Puy-du-Lac (17292)               | 74. Puyrolland (17294)              | 75. Rives-de-Boutonne (17268)             | 76. Romazières (17301)               |
| 77. Sainte-Même (17374)              | 78. Saint-Félix (17327)             | 79. Saint-Hilaire-de-Villefranche (17344) | 80. Saint-Jean-d’Angély (17347)      |
| 81. Saint-Julien-de-l’Escap (17350)  | 82. Saint-Loup (17356)              | 83. Saint-Mandé-sur-Brédoire (17358)      | 84. Saint-Martial (17361)            |
| 85. Saint-Martin-de-Juillers (17367) | 86. Saint-Ouen-la-Thène (17377)     | 87. Saint-Pardoult (17381)                | 88. Saint-Pierre-de-Juillers (17383) |
| 89. Saint-Pierre-de-l’Isle (17384)   | 90. Saint-Savinien (17397)          | 91. Saint-Séverin-sur-Boutonne (17401)    | 92. Saleignes (17416)                |
| 93. Seigné (17422)                   | 94. Siecq (17427)                   | 95. Sonnac (17428)                        | 96. Taillant (17435)                 |
| 97. Taillebourg (17436)              | 98. Ternant (17440)                 | 99. Thors (17446)                         | 100. Tonnay-Boutonne (17448)         |
| 101. Torxé (17450)                   | 102. Varaize (17459)                | 103. Vergné (17464)                       | 104. Vervant (17467)                 |
| 105. Villemorin (17473)              | 106. Villeneuve-la-Comtesse (17474) | 107. Villiers-Couture (17477)             | 108. Vinax (17478)                   |
| 109. Voissay (17481)                 |                                     |                                           |                                      |

## Neuordnung der Arrondissements 2017

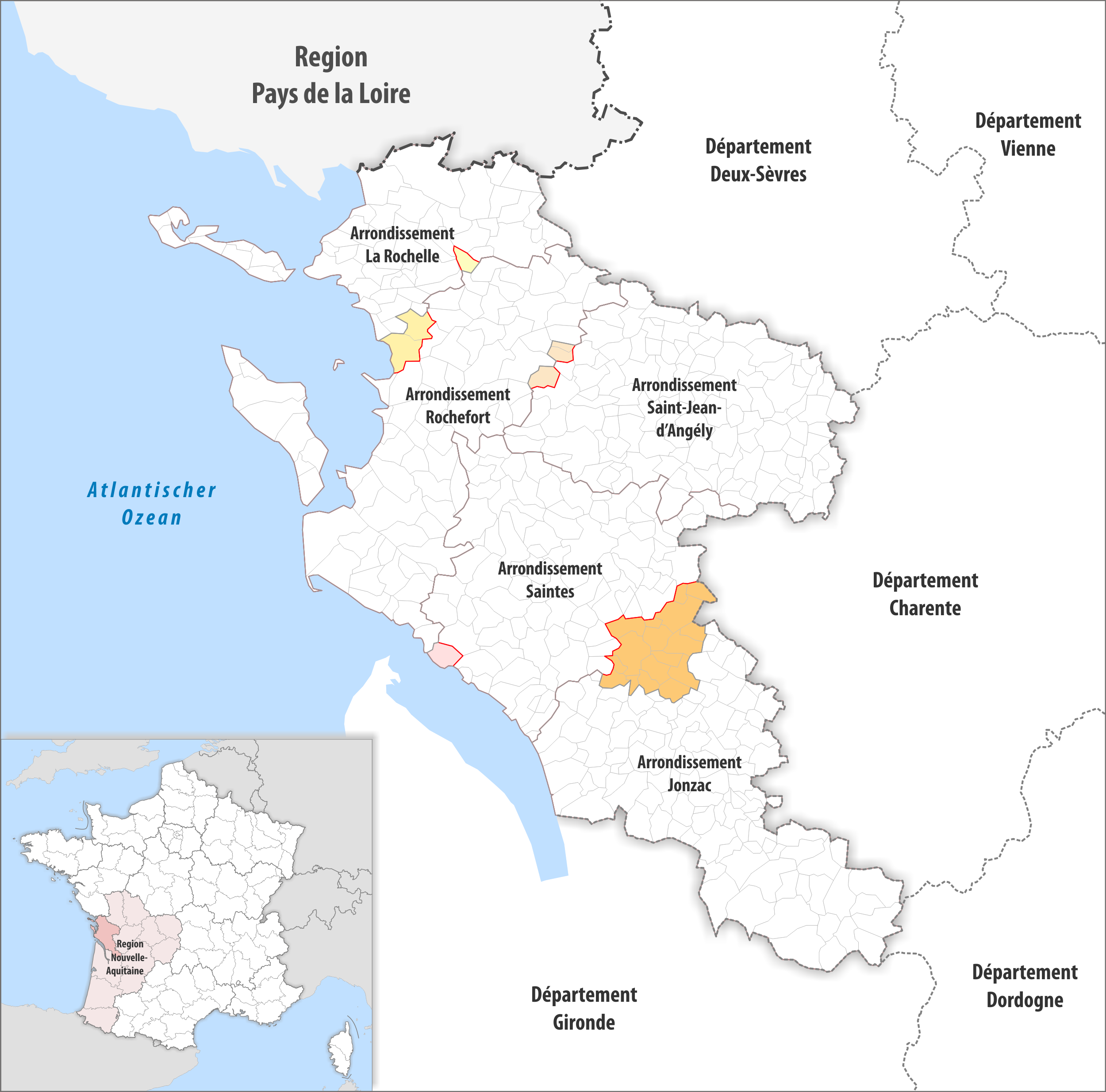
Arrondissementsanpassungen im Jahr 2017

Durch die Neuordnung der Arrondissements im Jahr 2017 wurde aus dem Arrondissement Saint-Jean-d’Angély die Fläche der drei Gemeinden Chervettes, Saint-Crépin und Saint-Laurent-de-la-Barrière dem Arrondissement Rochefort zugewiesen.

## Ehemalige Gemeinden
- Bis 2024: Nuaillé-sur-Boutonne, Saint-Georges-de-Longuepierre
- Bis 2018: Saint-Hilaire-de-Villefranche, La Frédière
- Bis 2015: La Benâte, Saint-Denis-du-Pin